# Nina Savina
Pour les articles homonymes, voir Savina.
Nina Vassilievna Savina (en russe : Нина Васильевна Савина), née le 29 septembre 1915 à Pétrograd et morte en 1965, est une kayakiste soviétique.

## Palmarès

### Jeux olympiques
- Helsinki 1952 :
  -  Médaille de bronze en K-1 500 m.